# Sàtir petit
El sàtir petit (Satyrus actaea) és una espècie de lepidòpter papilionoïdeu de la família dels nimfàlids (Nymphalidae) present als Països Catalans.

## Distribució
S'estén per gran part de la península Ibèrica, sud-est de França i zones contigües de l'extrem nord-oest d'Itàlia. És endèmica d'Europa. Absent de les principals illes mediterrànies. A Catalunya, té una àmplia distribució pels Pirineus i Prepirineus, mentre que a les serralades Litoral i Prelitoral la seva presència és dispersa.

## Descripció
Envergadura alar d'entre 41 i 50 mm.
Dimorfisme sexual evident per la presència, en els mascles, d'un androconi negre a l'anvers de l'ala anterior, i, en el cas de les femelles, pel seu color més pàl·lid i tenir taques i ocels més prominents. Anvers de color bru fosc amb un gran ocel a la part exterior de l'ala anterior, que pot anar acompanyat d'un segon més petit a sota del primer. L'ala posterior és uniforme, sense ocels ni taques. Revers de l'ala anterior similar a l'anvers, però amb la punta grisosa. La femella presenta una franja ataronjada a la part exterior que inclou dos ocels i taques blanques entre aquests, mentre que el mascle només presenta l'ocel superior i les taques blanques. L'ala posterior és bru fosc en el mascle i més clara en la femella. Presenta una banda blanquinosa, delimitada internament per una línia negra.

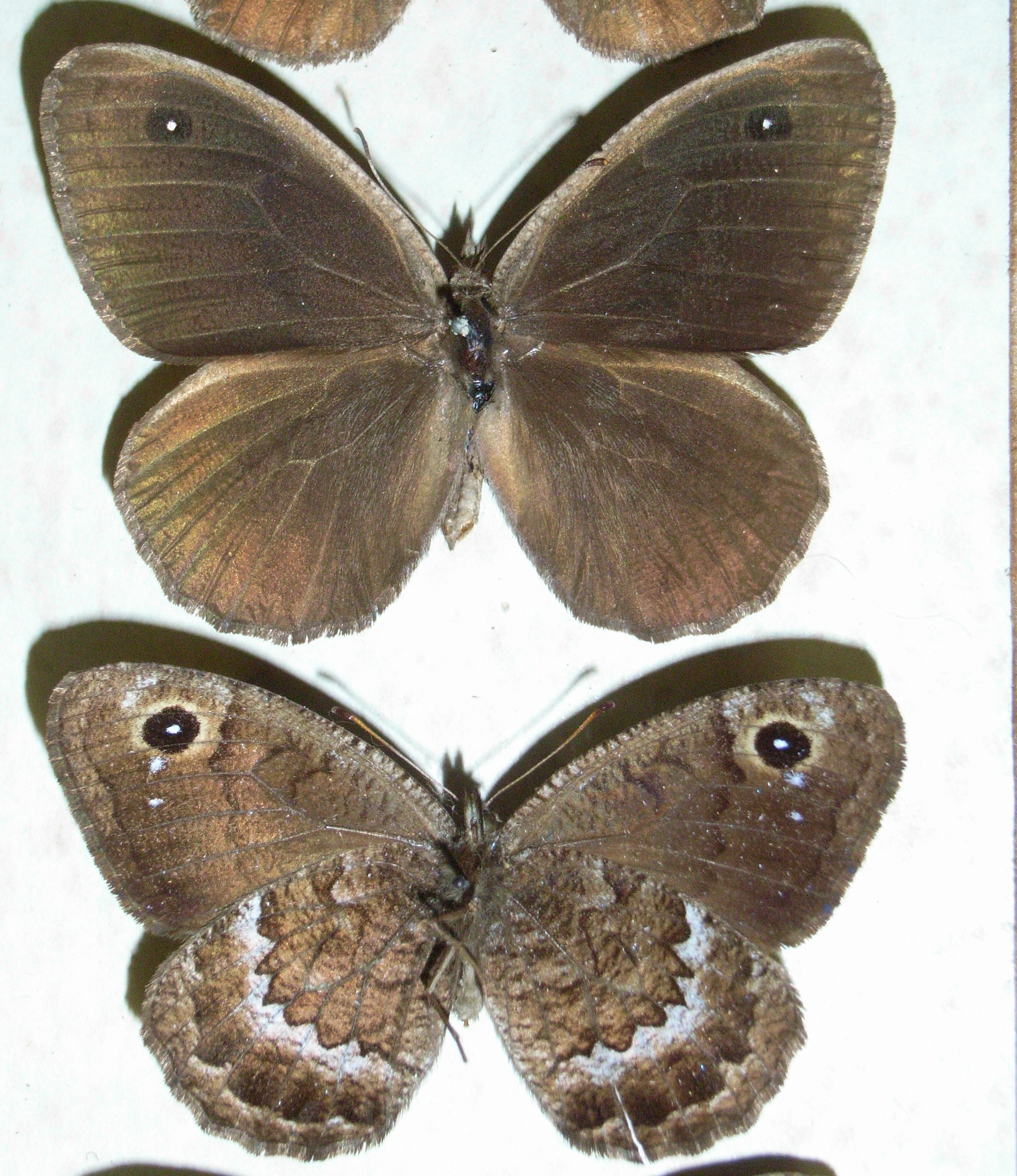
♂

## Hàbitat
Vessants secs i herbosos, habitualment rocosos, amb presència de matollar amb arbres dispersos. Rang altitudinal des dels 100 m fins als 2000 m.
L'eruga s'alimenta de gramínies, com ara Festuca o Stipa.

## Període de vol i hibernació
Vola en una sola generació entre juny i setembre. Hiberna com a eruga.

## Espècies ibèriques similars
- Sàtir gran (Satyrus ferula)